# Ayuelas
Ayuelas est une entité locale située dans la municipalité de Miranda de Ebro, dans la comarque de l'Èbre, dans la communauté autonome de Castille-et-León, province de Burgos. Elle comptait environ 59 habitants en 2020.